# Zwei Legenden (Liszt)
Zwei Legenden sind zwei Solo-Klavierstücke, die Franz Liszt um 1863 komponierte und mit denen er seinen Namenspatronen Franz von Assisi und Franz von Paola ein musikalisches Denkmal setzte. Ersterem widmete er La prédication aux oiseaux, dem zweiten das Stück Marchant sur les flots.

## Geschichte
Im Jahr 1861 hatte Franz Liszt (1811–1886) seinen Lebensmittelpunkt nach Italien verlegt und lebte dort – nachdem er bereits 1858 in den Orden der Franziskaner (OFM) eingetreten war – in der Nähe von Rom im Kloster Madonna del Rosario. Nachdem seine angestrebte Ehe mit der Fürstin Carolyne zu Sayn-Wittgenstein am Widerstand ihrer Familie gescheitert war, entschloss er sich, dennoch in Rom zu bleiben, und widmete sich verstärkt Kompositionen mit religiösen Themen und kirchenmusikalischen Werken. Seine geistlichen Werke sind Belege für sein Bestreben zur Realisierung einer von ihm seit 1834 unter dem Einfluss des Abbé de Lamennais erträumten „musique humanitaire“.
Im Jahr 1865 unterzog er sich der Tonsur, erhielt die vier niederen Weihen (die nicht mit der Zölibatsverpflichtung verbunden sind) und durfte sich fortan „Abbé“ nennen. Er selbst schrieb in einem Brief: „Mein Hang zum Katholizismus rührt von meiner Kindheit her und ist ein bleibendes und mich beherrschendes Gefühl geworden.“ In dieser Zeit entstanden seine beiden „Franziskus“-Legenden.